# Ophiodiscus annulatus
Ophiodiscus annulatus is een zeeanemonensoort uit de familie Actinostolidae.
Ophiodiscus annulatus is voor het eerst wetenschappelijk beschreven door Hertwig in 1882.